# Бонбон
Бонбон (на френски: bonbon) е обикновен малък сладкиш, приготвен на базата на захар. Основните съставки на бонбоните са захар, нишесте, желатин, шоколад, оцветители, пигменти и аромати. Основните консуматори на бонбони са децата, макар че те са вкусен десерт и за възрастни. Бонбоните се предлагат в различни цветове и форми.

## История
Между 6 и 4 век пр.н.е. персите откриват народите в Индия и тяхната „тръстика, която произвежда мед без пчели“. Те приемат и разпространяват земеделието със захарна тръстика. Преди захарта да стане налична, бонбони са се правили от мед. Той се използва в Китай, Близкия Изток, Египет, Гърция и Римската империя за покритие върху плодове и цветя, за да ги запазват или да създават бонбони. Бонбоните в тази форма са се запазили и до днес.
Преди Индустриалната революция бонбоните често са се считали за вид лекарство и са се използвали или за успокояване на храносмилателната система, или за охлаждане на възпалено гърло. През Средновековието бонбони присъстват на масите само на най-богатите хора. По това време те представляват комбинация от подправки и захар, която се използва срещу храносмилателни проблеми. Проблемите със стомашния тракт са особено чести през този период на историята, поради постоянната консумация на храна, която нито е прясна, нито е добре балансирана. Домакините на банкети обикновено сервират тези бонбони за гостите си.
Бонбоновият отрасъл претърпява драстична промяна през 1830-те години, когато технологичният напредък и наличността на захарта отварят пазара. Новосъздаденият пазар е не само за наслада на богатите, но и на работническата класа. Разраства се и интересът сред децата. Сладкарницата става важна част в живота на детето от американската работническа класа. Поради това, много собственици на магазини за бонбони разчитат почти изцяло на децата за издържане на бизнеса си по това време.
През 1847 г. е изобретена пресата за бонбони, която прави възможно произвеждането на бонбони в различни форми и размери едновременно. Докато пътят от производителя до пазара става все по-сложен, много храни са засегнати от подправянето и добавянето на различни съставки, които варират от относително безвредни до отровни. Някои производители произвеждат бонбони с ярки цветове, като добавят опасни вещества, за които по това време няма регулация от закона. Регулацията на храните, в това число и бонбоните, започва в началото на 20 век.

## Галерия
- Разноцветни бонбони.
- Шоколадови бонбони.
- Бонбони във формата на плодове.
- Лимонови резенчета.
- Карамелени бонбони, направени от масло, мляко и захар.